# クラブ活動
クラブ活動（クラブかつどう、club activity）もしくは、部活動（ぶかつどう、extracurricular activity）とは、学校の教員ら顧問などの指導の下で学生・生徒が始業前や放課後に行う運動部・文化部などの活動。学校教育の一つだが教育課程には含まれていない。

## 概説
部活動、クラブ活動の内容には様々なものがあり、活動の類型は各学校・各団体で異なっている。活動内容により、大まかに「運動系（体育系）」と「文化系」に区分されることが多い。なお、運動系の部を運動部（あるいは体育部）、文化系の部を文化部という。
学校教育における活動では日本の「部活動」のように厳密な定義が設けられている場合もある（後述）。「クラブ活動」も学習指導要領上の用語であるが、中学校では2002年、高等学校では2003年の学習指導要領改訂で消滅している。
通常日本では小学校、中学または高校や大学・短期大学において、同じクラブ活動を卒業まで行うことが多い（学校側が複数のクラブ活動への参加を認めている場合は、1人で複数のクラブ活動に参加している事例もある）。しかし、アメリカではシーズンごとに違った部活動に所属することが多い。一年中同じクラブに所属することはあまりないため、さまざまな競技や文化体験ができる。
欧米諸国やオーストラリア・ニュージーランドなどでは、学校単位での組織的な部活動ではなく、地域のクラブチームに所属することも多い。オリンピック、サッカー等で一流選手を輩出しているのは地域のクラブチームが存在するためで、中にはプロの選手も存在し高度な練習が行えるためである。日本でも、サッカーなど一部の競技では、部活動ではなく、ユースチームなどに所属する例が見られる。
社会主義国では国威高揚のため国がかりでアスリート育成を行うことが多かった。

## OECDによる各国部活動時間調査 (TALIS)
OECDによる2013年のTeaching and Learning International Survey(TALIS、国際教員指導環境調査)では34か国が参加し、参加国と比べて日本は、授業時間が短く、会議・事務時間・課外活動など学業教育以外の時間が長いことがわかった。部活動など課外活動は、参加国平均2.1時間であったのに対して日本は7.7時間で参加国最長だった。スウェーデンは最短0.4時間だった。
|              | 合計 | 授業 | 授業準備 | 職員会議※ | 採点添削 | 生徒指導 | 学校運営 | 事務 | 保護者との連絡連携 | 課外活動（部活動など） | その他の業務 |
| ------------ | ---- | ---- | -------- | --------- | -------- | -------- | -------- | ---- | ------------------ | ---------------------- | ------------ |
| 参加国平均   | 38.3 | 19.3 | 7.1      | 2.9       | 4.9      | 2.2      | 1.6      | 2.9  | 1.6                | 2.1                    | 2            |
| 日本         | 53.9 | 17.7 | 8.7      | 3.9       | 4.6      | 2.7      | 3        | 5.5  | 1.3                | 7.7                    | 2.9          |
| アルバータ州 | 48.2 | 26.4 | 7.5      | 3         | 5.5      | 2.7      | 2.2      | 3.2  | 1.7                | 3.6                    | 1.9          |
| シンガポール | 47.6 | 17.1 | 8.4      | 3.6       | 8.7      | 2.6      | 1.9      | 5.3  | 1.6                | 3.4                    | 2.7          |
| イングランド | 45.9 | 19.6 | 7.8      | 3.3       | 6.1      | 1.7      | 2.2      | 4    | 1.6                | 2.2                    | 2.3          |
| アメリカ     | 44.8 | 26.8 | 7.2      | 3         | 4.9      | 2.4      | 1.6      | 3.3  | 1.6                | 3.6                    | 7            |
| スウェーデン | 42.4 | 17.6 | 6.7      | 3.5       | 4.7      | 2.7      | 0.8      | 4.5  | 1.8                | 0.4                    | 1.7          |
| デンマーク   | 40   | 18.9 | 7.9      | 3.3       | 3.5      | 1.5      | 0.9      | 2    | 1.8                | 0.9                    | 2.3          |
| 韓国         | 37   | 18.8 | 7.7      | 3.2       | 3.9      | 4.1      | 2.2      | 6    | 2.1                | 2.7                    | 2.6          |
| フランス     | 36.5 | 18.6 | 7.5      | 1.9       | 5.6      | 1.2      | 0.7      | 1.3  | 1                  | 1                      | 1.1          |
| オランダ     | 35.6 | 16.9 | 5.1      | 3.1       | 4.2      | 2.1      | 1.3      | 2.2  | 1.3                | 1.3                    | 2.5          |
| フィンランド | 31.6 | 20.6 | 4.8      | 1.9       | 3.1      | 1        | 0.4      | 1.3  | 1.2                | 0.6                    | 1            |
| イタリア     | 29.4 | 17.3 | 5        | 3.1       | 4.2      | 1        | 1        | 1.8  | 1.4                | 0.8                    | 0.7          |

2018年のTALIS第3回調査では48か国が参加し、またも日本は中学校での1週間あたり平均勤務時間、職員会議、事務時間が参加国最長で、課外活動（部活動など）も参加国平均1.9時間であったのに対して日本は7.5時間と参加国最長だった。課外活動の最短はスウェーデンとフィンランドの0.4時間だった。
|              | 合計 | 授業 | 授業準備 | 職員会議 | 採点添削 | 生徒指導 | 学校運営 | 事務 | 職能開発 | 保護者との連絡連携 | 課外活動（部活動など） | その他の業務 |
| ------------ | ---- | ---- | -------- | -------- | -------- | -------- | -------- | ---- | -------- | ------------------ | ---------------------- | ------------ |
| 参加国平均   | 38.3 | 20.3 | 6.8      | 2.8      | 4.5      | 2.4      | 1.6      | 2.7  | 2        | 1.6                | 1.9                    | 2.1          |
| 日本         | 56   | 18   | 8.5      | 3.6      | 4.4      | 2.3      | 2.9      | 5.6  | 0.6      | 1.2                | 7.5                    | 2.8          |
| カザフスタン | 48.8 | 15.1 | 9.1      | 4.3      | 4.8      | 3.5      | 2.5      | 3.2  | 3.2      | 2.5                | 3.1                    | 2.2          |
| アルバータ州 | 47   | 27.2 | 7.3      | 2.6      | 5        | 2.3      | 1.8      | 2.4  | 1.5      | 1.4                | 2.7                    | 0.7          |
| イングランド | 46.9 | 20.1 | 7.4      | 3        | 6.2      | 2.5      | 2        | 3.8  | 1        | 1.5                | 1.7                    | 2.2          |
| アメリカ     | 46.2 | 28.1 | 7.2      | 3.5      | 5.3      | 3.4      | 1.7      | 2.6  | 1.7      | 1.6                | 3                      | 7.1          |
| シンガポール | 45.7 | 17.9 | 7.2      | 3.1      | 7.5      | 2.4      | 1.4      | 3.8  | 1.8      | 1.3                | 2.7                    | 8.2          |
| スウェーデン | 42.3 | 18.6 | 6.5      | 3.3      | 4.1      | 2.2      | 0.9      | 3.2  | 1.1      | 1.5                | 0.4                    | 1.9          |
| デンマーク   | 38.9 | 19.4 | 7        | 3        | 2.5      | 1.5      | 0.7      | 1.7  | 0.8      | 1.4                | 0.9                    | 2.3          |
| フランス     | 37.3 | 18.3 | 7        | 2.1      | 4.7      | 1.2      | 0.7      | 1.4  | 0.8      | 1.1                | 1                      | 1.8          |
| オランダ     | 36.4 | 17.4 | 4.9      | 3        | 3.7      | 2.5      | 1        | 2.4  | 1.9      | 1.5                | 0.9                    | 2            |
| 韓国         | 34   | 18.1 | 6.3      | 2.5      | 2.9      | 3.7      | 1.7      | 5.4  | 2.6      | 1.6                | 2                      | 1.8          |
| フィンランド | 33.3 | 20.7 | 4.9      | 2.1      | 2.9      | 1        | 0.3      | 1.1  | 0.8      | 1.2                | 0.4                    | 0.9          |
| イタリア     | 30   | 16.8 | 5.1      | 3.2      | 3.7      | 1.4      | 1.1      | 1.9  | 1.8      | 1.2                | 1                      | 0.9          |

※ 合計勤務時間順。

## 日本の学校教育の部活動

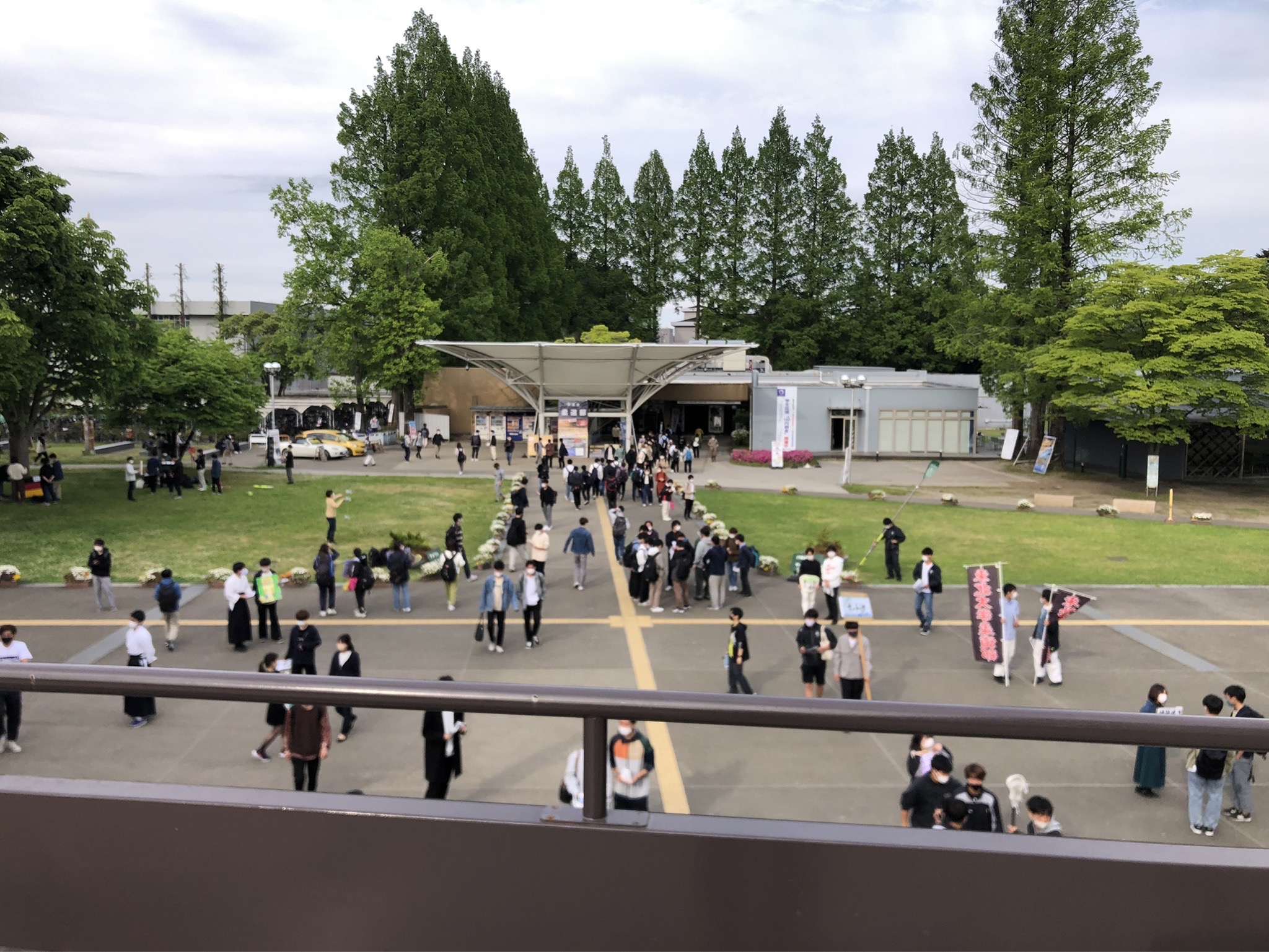
大学における勧誘の例

### 定義
日本の学校教育の「部活動」には定義があり、学習指導要領では、「部活動は、学校教育活動の一環として、スポーツや文化、学問等に興味と関心をもつ同好の生徒が、教職員の指導の下に、主に放課後などにおいて自発的・自主的に活動するもの」と定義されており、その内容については、「スポーツや文化及び科学等に親しませ、学習意欲の向上や責任感、連帯感の涵養等に資するものであり、学校教育の一環として、教育課程との関連が図られるよう留意すること」と指示されている。
部活動は小学校・中学校・高等学校・大学（短期大学を含む）・高等専門学校・専修学校で一般的に使われる呼称であり、部活（ぶかつ）と略される。
学校において部、同好会、愛好会などというように団体を種別ごとに区分する制度と関連し、狭義には、部という団体種の活動を指して部活動という。この場合、新規創設時は愛好会・同好会として活動し、ある程度の活動実績が評価されて部に昇格するシステムを採る学校もある。この場合、部に昇格することで、例えば、部の運営費用が生徒会から予算として認められるようになる。
一方、広義には部のような活動を行う団体全ての活動を指し、各学校などによってその範囲が定められているのが通例である。

### 加入
2007年度の栃木県の中学校および高校における入部率は90.8%で、運動部が73.6%、文化部が17.2%となっている。統計では文化部の入部率が年々上昇しており、昔と比べて男子生徒の選択肢が広がったことが増加に繋がったとされる。
2013年の情報として、長野県では運動部の加入率自体が全国平均より7.7%低いという。逆に、大部分の学校において、年間を通して朝練習が行われている状況は、全国比で同県が突出しているという。
本来、部活動の入部は強制ではなく任意の参加が前提（なお、一条校ではない職業能力開発校では、デンソー工業学園や日野工業高等学園のように部活動参加が必修となっている例もある）とされているが、文科省の指針に従わず何らかの部活動への所属を原則とする学校もある。部活動へ所属せず、当日の正課が終わり次第下校する生徒は帰宅部と呼ぶ俗習がある。
また、「在籍しているが部に参加していない」という部員をよく、幽霊部員と呼ぶ。幽霊部員が出る背景には、たとえば希望する部がなく、体裁上を鑑み「調査書（内申書）・履歴書に記入」の実績（部活に参加したという事実）を確保する、学校が全員部活所属制で部活動に所属していないと在校生資格を失うため止むを得ず部活動所属扱いとするなどの目的から、実質的には「部活動に参加せず、すぐ下校する」という、いわゆる帰宅部と呼ばれるスタイルが挙げられる。
クラブ活動によっては、優秀な生徒の引き抜き防止などの理由から、転学（転校）者に対し一定期間の活動を禁止ないし制限（大会への出場禁止など）する場合もある（元の学校へ通学が続けられない理由がある場合や、元の学校でその部に入部していなかった場合などは、特例で参加が認められることもある）。同様に過年度生や再入学者に対しても、体格などの理由から活動できる期間がその学校の最短修業年限より短い期間に制限される場合がある（再入学の場合、元の学校に対象の部がない場合は、制限の対象外となる場合もある）。
また、上記の通り自主的な参加を前提としていながら、教員・生徒の双方から部活動を負担に感じる声が挙がっている。森永製菓が部活顧問の教師などを対象に実施した調査によると、教師の7割以上が「部活動を負担に感じている」と回答した。部活動による負担は教師のみならず生徒にものしかかる。スポーツ庁の運動部活動等に関する実態調査』集計状況によると、運動部に所属する公立中学校に通う生徒に「部活動や学校生活に関する悩み」を聞くと、「部活動の時間・日数が長い」（19.9%）が最多となり、次いで「学業との両立」（16.3%）、「体がだるい」（16.0%）といった回答が票を集めた。顧問を務める教員の長時間労働の一因ともなっている。
スポーツ庁の通達で強制加入が見直されたことで、中学校の入部率は減少を続けており、2022年には59.6%となっている。

### 運動系と文化系
部活動・クラブ活動・サークル活動は、運動系と文化系に分けられる。日本においては、運動系の部活動がまず作られたといわれている。
運動系
一般に運動系は、対抗試合に勝ち、より高い成績を収めることが重要とされている。スポーツによる人間形成が行われることを期待し、日本においては、精神的な活動をするところも多い。最近では、精神性を重視しつつ、科学的な手法を練習メニューに組み込むことで、活動時間を短時間に抑えて効果を上げる部もある。
学校管理下における運動部活動は「学校教育活動の一環として、スポーツに興味と関心を持つ同好の児童生徒が、教員等の指導の下に、自発的・自主的にスポーツを行うものであり、より高い水準の技能や記録に挑戦する中で、スポーツの楽しさや喜びを味わい、学校生活を充実させる意義を有するもの」（文部科学省）としている。
文化系
文化系は、目的とすることをどのように設定するかによって、重要とされることは異なる。大会などの成績であることもあれば、学校や地域における奉仕的な活動の遂行や、学術・芸術・技術などにおいての相互扶助、研究の成果を提供することであったりもする。なお、吹奏楽部・合唱部・演劇部などの公演系は、全日本吹奏楽コンクール・NHK全国学校音楽コンクールなどの大会で優秀な成績をとるために休日もなく厳しい練習を積むことがある。運動系であるマーチングコンテストに文化系の吹奏楽部が参加する場合は運動系と変わらないような肉体的な訓練を積むこともある（学校によっては、文化系の吹奏楽部はマーチングやチアリーディング、応援などを行わず、別に運動系としてのマーチングバンド部があることもある）。
活動内容に学校独自の要素が多く、部によっては全国高等学校文化連盟などの文化連盟において該当する部門がない場合もある。それらの部では、学校内や地域を対象にした発表を目標におく者が多い。
総務部
文化系のうち、学校全体の行事に関わるような活動を行う放送部・吹奏楽部などについては、「総務部」として分類されることや、委員会活動として捉えられる場合もある。また、運動系に分類されることの多い応援団などにも同様の傾向がある。
外局
北海道の多くの高等学校では、「吹奏楽」・「放送」・「図書」に関わる活動を部活動ではなく、生徒会の外局として設置している。外局制度を導入する学校では、「吹奏楽局」、「放送局」、「図書局」などの呼称が用いられる。

### 各段階別の活動
小学校、中学校、高等学校、大学と公教育の段階が進むにつれ、部活動、クラブ活動、サークル活動の状況は少しずつ変わる。小学校などでは、クラブ活動が中心とされるところが多く、中学校や高等学校では、部活動が中心とされるところが多い。大学になると比較的学生の束縛はゆるくなることが多い。大きくは公益・分野重視の団体と人間交流重視の団体に2分されるが、重視するものを明確にしていない団体も存在する。
初等教育、中等教育段階の部活動等に伴う競技については、主催者の明確化、勝利至上主義の排除、参加の本人意志の尊重など、全国的な基本基準が定められており、これに基づいて各教育庁、学校、団体等も詳細な基準や安全対策等を作成し、責任の明確化と児童・生徒の健康や学業に支障のない範囲で活動が行われることになっている。

#### 初等教育
小学校などの初等教育においては、クラブ活動は必修となっている。これは、学習指導要領に定めがあり、特別活動の一領域とされているためである。各学校毎や複数校が連携する形でそれなりにクラブが設けられている。なお、組織率は低いが、必修ではない選択制の部活動・クラブ活動も、合唱団・ブラスバンドを初めとして組織されている。なお、必修のクラブ活動と選択のクラブ活動を区別するために、それぞれを「必修クラブ」「選択クラブ（特設クラブ・特別クラブなどの語も）」と呼ぶこともある。
小学校のクラブ活動は、毎週の6校時目に各教室に分かれて活動を行う事が多い。また、最近では、「クラブ活動」という名称以外の時間は、基本的にクラブ活動をしないという学校も多い。だが、必修のクラブ活動については、学習指導要領の改定により、いわゆる「ゆとり教育」の一環で、2002年度から土曜日が全て休業日になり、それにともなって毎週のクラブ活動の時間が月1時間程度に削減される学校が増加していった。授業時間を確保するための処置ともいえる。運営は各クラブの実態によって練習時間が変則的になり放課後に発表会のための練習を行うところもある。子どもたちの要望や、地域のボランティア（多くの場合、元保護者）が指導に来校する場合もあるが、実質の運営は個々の教員による。
ただし小中高一貫教育などの小学校のクラブ活動は、毎週6校時目に各教室に分かれて活動を行う事が多く、毎週のクラブ活動の時間が月2時間程度に増加される学校が増加していった。クラブ活動は5月第1週～3月第2週まで行われる。
京都府京都市では、部活動も近年始まり、文化系の部活動も存在する。放課後に異なる学年や学級の児童が1つの集団となって部活動を行うことは、コミュニケーションの発達の上でもたいへん望ましいとされる。しかし、指導員の確保はたいへん難しく、教員だけでは十分に対応できない場合が増えている。地域教育力の低下する現在、保護者と児童の現実を守るのは教員の積極的なかかわりが必要不可欠である。英語部などのような教員が指導を苦手とする分野は、保護者だけで部活動を運営するところもある。初等教育においては、校長の指導の下に教員が部活動運営の基盤となるべきであるが、なかなか行き届かないことも多い。一方、児童や教員の負担を考え、かつては行なってきた部活動を廃止し、地域のクラブ・サークルやスポーツ少年団などに事実上委託する小学校も増えてきている。
なお、小学生を対象としたスポーツ少年団が小学校単位で活動している場合において、指導者によって、例えば、少年サッカークラブチームが「サッカー部」、少年野球クラブチームが「野球部」と呼ばれるなど、当該スポーツ少年団が暗黙にその小学校のクラブ活動と同義のものとして認識され、「学校のクラブ」「地域のクラブ」の境界が曖昧になることがある。
合宿は、一般的には行われない。

#### 中等教育
中学校や高等学校などの中等教育においては、部活動もクラブ活動も課外活動である。
1958年の学習指導要領では、特別教育活動の1つとして、生徒の自発的な参加によって行われる活動とされていたが、中学校では1972年、高等学校では1973年改訂の学習指導要領から、クラブ活動は特別活動の一領域として必修とされた。中学校では1993年、高等学校では1992年改訂の学習指導要領では、「部活動への参加をもってクラブ活動の一部又は全部の履修に替えることができる」と明記された。しかし、中学校では2002年、高等学校では2003年改訂の学習指導要領で必修のクラブ活動は総合的な学習の時間に吸収・統合される形で廃止され、2008年時点の学習指導要領では「部活動は，学校教育活動の一環として，スポーツや文化，学問等に興味と関心をもつ同好の生徒が，教職員の指導の下に，主に放課後などにおいて自発的・自主的に活動するもの」とされている。2020年代には各校の実態に応じ、生徒の自主的、自発的な参加による課外活動の一環としての部活動が行われている。
多くの学校では、部活動は、生徒会の傘下または連携関係や協力関係において運営する。
中学、高校で運動部活動指導に当たる教員の競技経験の有無は凡そ5割前後となっている。

#### 高等教育
大学・短期大学・高等専門学校などの高等教育の場においては、これらの諸活動は全て課外活動である。このため、活動団体の類型区分は各学校によって異なるが、一般的に学生の志向によって、公益・分野重視の団体と人間交流重視の団体に大きくは分ける事が出来るといわれている。なお、複数の学校に跨って活動する「インターカレッジ（一般には略してインカレ）サークル」と呼ばれる形態のものも見られる。
体育会や文化会などの自治組織が設けられて、部活動やクラブ活動を管轄していることが多い。体育会や文化会などと学生自治会の関係は学校ごとに様々である。また、これらの活動分野ごとの組織に所属しないでサークル活動を行うこともある。
特に大学に分類される学校での公認クラブは、日本におけるその分野での先駆者的な立場で始まったものも少なくなく、特に外来の運動競技などでは、国内におけるその種目の初期段階から重要な役割を果たしている例があり、そのため、他の学校教育現場での様に、全競技種目を統括するような総合体育大会のような運用方法はとられていない。（一部地域ではそういう形態も見られるが一般的とは言えない。）むしろ競技種目別に個別の連盟や協会が早くから整備され順次加盟校を増やす形態で発達してきたものがほとんどだ。（参考：後述関連項目に一部紹介）

### 組織・大会

#### 運動系の組織・大会
- ユニバーシアード
- 各地区大学総合体育大会（組織運営されていない地域もある）
- 全日本医科学生体育大会王座決定戦
  - 東日本医科学生体育連盟
    - 東日本医科学生総合体育大会

  - 西日本医科学生体育連盟
    - 西日本医科学生総合体育大会
- 全日本歯科学生体育連盟
  - 全日本歯科学生総合体育大会
- 全国高等専門学校体育協会 （傘下に各地区高等専門学校体育連盟がある）
  - 全国高等専門学校総合体育大会
- 全国高等学校体育連盟
  - 全国高等学校総合体育大会
- 日本高等学校野球連盟
  - 選抜高等学校野球大会
  - 全国高等学校野球選手権大会
- 日本中学校体育連盟

#### 文化系の組織・大会
- 全日本大学新聞連盟設立準備委員会
- 全国高等学校文化連盟
  - 全国高等学校総合文化祭
  - 全国高等学校文芸コンクール
- 全国中学校文化連盟
  - 全国中学校総合文化祭（旧称:全国中学校文化連盟・総合文化発表会）
- 全日本吹奏楽連盟
  - 全日本吹奏楽コンクール
  - 全日本アンサンブルコンテスト
  - 全日本マーチングコンテスト
- 全日本合唱連盟
  - 全日本合唱コンクール

### 課題・問題点と対策

#### ブラック部活
日本の学校において、クラブ活動は生徒・学生の自己実現や成長に重要な役割を担う半面、一部の活動が教師を含めて過度な心身・時間の負担になっているとの指摘がある。こうした、いわゆる「ブラック部活」問題の対策を含めて、部活動について学術的に研究し、提言を行う「日本部活動学会」が2017年12月発足した。
こうした問題点が認識されるようになった背景の一つとして、2016年8月にNHKの番組『クローズアップ現代+』で、練習中に理不尽なハラスメント行為を行う部活動の問題が取り上げられた。「生徒の人格を否定するような暴言や、体調を崩すほどの長時間拘束」といった内容で、こうした部活動をブラック部活と呼び、吹奏楽部の指導者が生徒を罵倒したり椅子を蹴ったりする音声が流され、その実態が放送された。
「ブラック部活」まで行かなくとも、記録や勝利を目指して長時間の厳しい練習を行う部活動が、運動が苦手だったり、他の部活動と掛け持ちを希望したりする生徒に過度な負担となっている面がある。このため参加しやすい「軽運動部」を設けるなどする学校もあるほか、スポーツ庁が運動部活動のガイドラインを策定している。
岐阜商高硬式野球部監督の鍛治舎巧は、「引き出しの少ない指導者は生徒を型に嵌めたがる。個性を尊重し奔放にやらせると自分が対応できなくなるから」と話しており、競技経験のない部活の顧問を任される教員が多いことを指摘している。
高校球児の頭髪に限れば、周囲の固定観念が根強い。九州地方のチームが甲子園に立った時、監督は選手の頭髪を自由化すると、OBやファンから「球児らしくない」と苦情が殺到した。頭を丸めることを強制することは明確な体罰(暴力)と定義されている。
スタンフォード大学アメリカンフットボール部コーチの河田剛は「日本人はケガをおしてやり続けることが素晴らしいと思っている。」と言及している。
2020年代頃にはブラック部活の報道が増えたこともあり、ブラック部活や厳しい練習で学業との両立が難しいイメージがある種目は人気が落ちている。現場ではオリンピックの金メダルなどに頼らず間口を広げる動きもある。

#### 部活動中の死亡事故
部活動で死傷事故や野外遭難が起きることもある。那須雪崩事故（2017年3月）後、部活動として冬山登山を行う高校は半減した。
部活動を指導する教員のサービス残業（時間外労働）が長くなりすぎ、過労死にまで至った例もある。

#### 学校における働き方改革
2018年（平成30年）、第4次安倍内閣は働き方改革関連法を成立させ、文部科学省は「学校における働き方改革」を開始、2019年(平成31）、中央教育審議会答申を踏まえ、同年3月18日、各都道府県知事、各都道府県教育委員会などに対して、スポーツ庁「運動部活動の在り方に関する総合的なガイドライン」及び文化庁「文化部活動の在り方に関する総合的なガイドライン」を踏まえた適切な活動時間や休養日の設定を行うことを通知した。文部科学省は、部活動に過度に注力してしまう教師も存在するが、教師の側の意識改革を行い，採用や人事配置等においては，授業能力や生徒指導に関する知見を評価し，部活動の指導力は付随的なものとして位置づけ、一部の保護者による部活動への過度の期待も踏まえ、内申書における部活動に対する評価の在り方の見直すよう通知した。

#### 少子化
2010年代からは少子化によりチームスポーツの部活動が困難になっている例もある。15名が必要なラグビーでは影響が顕著であり、2022年には第102回全国高校ラグビー大会鳥取県予選において県内3校中2校はメンバーが揃わず、倉吉東高校が全2試合不戦勝で全国に出場した。
日本の運動部の大会はトーナメント形式が主流であるため、少子化により参加校が減少するとトップ校同士が戦うのは年に1～2試合となることや、全国大会では予選無しで代表となった初心者チームと優勝候補の対戦などが発生し、競技力底上げの面で問題がある。
体育連盟では勝利のために有力選手を集めたチームの結成を防ぐ目的で、学校を跨いだ合同チームを禁止していたが、少子化対策として同じく部員が規定数に達していない学校同士であれば認めるようになった。

#### ゆる部活
運動はしたいが学業との両立やブラック部活への懸念から、気軽に参加できるレクリエーション志向の種目や、種目にこだわらず軽い運動を楽しむことを目的とし大会出場などは行わない「ゆる部活」と称される活動も増加している。

#### クラブチームへの移行
レベルの高い指導者のニーズや部活動の強制が見直されている流れがあり、地域のクラブチームへ入る生徒も増加している。
サッカーではJリーグ開幕から参加チームにはユースチームの設置が義務化されたこともあり、選手育成はクラブチームへ移行が進んでいるが、部活動とクラブチームの交流大会（高円宮杯プレミアリーグ）を行うなど、競技力の底上げに勤めている。高校バスケットボールではトップ8校がリーグ形式で戦うトップリーグを開始し、クラブチームやB.LEAGUEのユースチームの参加も予定している。
洛南高等学校陸上部の中長距離種目では2023年から休日にクラブチーム化し、地域の中学生を受け入れるようになった。

#### 公立中学校における部活動の地域移行
2022年6月のスポーツ庁の有識者会議で公立中学校で行われている運動部の部活動を段階的に地域のスポーツクラブなどの外部に移行することが提言された。また文化庁でも文化系の部活動において同様の議論がなされている。
公立中学校の部活動を民間クラブなどに移す「地域移行」は、少子化や教員の過大な負担を背景として国が進めており、2023年度から2025年度までの3年間を、段階的に休日の部活動を移行するよう促す「改革推進期間」としていたが、受け入れる団体側や生徒の保護者には金銭面などの負担増に対する懸念がいまだ根強い。進捗状況も地域によって差があり、識者は「教育にかけるお金の議論を」と呼びかける。地域移行により期待されるメリットの一つが専門性の高い指導だが、運営には資金面の不安がつきまとう。
国は当初、2023年度からの3年間を「改革集中期間」とし、全国で休日の移行をほぼ達成するとしていた。だが、指導者の確保や資金面から困難との意見が相次ぎ、明確な達成期限を設けない「改革推進期間」に改めた経緯がある。さらに2024年の有識者会議では2026年度からの6年間を「改革実行期間」とし、原則全ての部活動で休日の移行を目指す指針が示された。将来的には平日の移行も推進する。「地域移行」の名称も、地域全体で支える趣旨を強調しようと「地域展開」とする見通し。
2025年5月16日、スポーツ庁と文化庁の有識者会議は提言を取りまとめ、休日は2031年度までにすべての部活動での移行を目指すことを盛り込んだ。2026年度からの6年間を「改革実行期間」と設定し、平日の取り組みも進める。提言には、学校と地域を分断する印象を避け、地域全体で部活動を支えることを明確にする狙いから、地域移行の名称を今後「地域展開」に改めることも明記した。会議では全国の取り組み状況の調査結果も報告され、2024年度までに休日の地域移行や他行と合同での活動などに乗り出した部活動の割合は、運動部で37%、文化部で28％だった。2025年度は運動部で53％、文化部で45％となる見通し。
部活動の地域移行に関する有識者会議の提言のポイント
- 2026年度からの6年間を「改革実行期間」とする
- 2026年度から休日に加えて平日でも取り組みを進める
- 2031年度までに休日は全ての部活動で移行を目指す
- 「地域移行」を「地域展開」と名称変更
- 民間クラブでの活動費について、保護者負担額の目安を示すよう国に求める
- クラブの信頼性を国と地方公共団体で担保する仕組みの構築を要請

#### いじめ
部活動もいじめが発生しやすい空間の一つであり、運動系においても文化系においてもいじめが発生している。先輩―後輩の上下関係による権力格差が存在する場合があること、顧問の教員が部活動にあまり顔を出せず児童生徒の監督ができなかったり関係性の変化に気づかなかったりする場合があること、外部の目が行き届きにくいこと、閉鎖的な関係性の中で児童生徒間の同調圧力が強まる場合があること、勝敗や成績の責任を問われる場合があることや失敗が許されない雰囲気が生まれやすいこと、レギュラーや成績が優秀な部員に対するねたみが生まれやすいこと、受け継がれてきた伝統を守ることが強要される場合があること、チームワークを理由に同じ行動・考えを強要されやすいことなどが、いじめが発生する要因となりうる。
対策として、部活動におけるいじめ防止プログラムの開発・提供や、いじめ予防実践を積極的に行うための教職員への支援が求められる。加えて、部活動時間中に大人の見守り・介入があることがいじめの予防につながることから、教職員が部活動の指導に当たる時間をできるだけ長く確保できるようにするための制度的改善や、外部人材の導入促進も急務とされている。
また、現場教員への質問紙調査を行い、部活動におけるいじめの予防および早期発見に向けて教員が必要とする支援を分析した調査研究によると、部活動いじめ予防プログラムの開発・提供、外部指導者・教員指導者の増員、複数顧問体制を確立するための人員配置、巡回指導員やメンタルトレーナーの派遣等の支援が必要とされている。加えて、外部指導者・教員への研修や、児童生徒が安心・安全に活動できる環境が整っているか確認する外部審査の導入、顧問以外に相談できる窓口の周知や定期的な相談会の実施、スクールカウンセラー等による定期的な予防的カウンセリングを通した部活動内のトラブルのチェック等も求められている。

## 欧米の学校教育の部活動
アメリカやイギリスでは部活動は日本のように純粋な学校活動として位置づけられているものではなく一般的に学校と地域で共同で実施されている活動である。また、ドイツ、イタリア、北欧などの国では地域のスポーツクラブ等はあるが、学校活動としての部活動に相当するものはない。
サッカーなどプロチームはユースチームで選手を発掘している。

### アメリカ
アメリカの教育政策やスポーツ政策は各州で状況が異なる。
カリフォルニア州の場合、中学校や高等学校では放課後にするクラブ活動が整備されているが、入部の条件としてトライアウトへの合格が必要になる例が多い。野球、バスケットボール、アメリカンフットボールなどの人気競技では経験者でなければ入部することは難しいシステムとなっている。また、季節によって異なる種目に所属して活動する生徒も多い。

### イギリス
イギリスの部活動（学校スポーツ）の歴史は19世紀のパブリックスクールを起源とする。運動部の部活動は初等学校と中等学校の双方にあり体育教師が指導している例が多い。部活動加入率は約50%で多くの児童や生徒は週に1 ～ 2回の活動である。
イングランドの学校で提供されているスポーツ種目数は約50種目であり、各学校では平均18.2種目となっている。
イングランドのナショナルカリキュラムでは、初等学校や中等学校については体育の時間数を週2時間、部活動あるいは地域でのスポーツ活動を週3時間とする計週5時間を政策目標としている。

### フランス
フランスでは体育教育とは別に児童・生徒に対して教育スポーツ（sport scolaire）と呼ばれる活動が提供されている。教育スポーツは国民教育省とスポーツ省の共同のパートナーシップで実施されている。
フランスでは教育スポーツを推進するため各学校に学校スポーツ非営利社団（AS）が創設されている。
- 初等教育ではASの創設義務はないものの、初等教育のASの統括団体である初等教育スポーツ連合（USEP）の加盟校は13,200校である[3]。
- 中等教育ではASの創設義務があり、加入を希望する中学生や高校生はASに所属して競技に参加することができる[3]。

2006年の調査ではASに加入してスポーツを行っている生徒が約20%、スポーツクラブに加入してスポーツを行っている生徒が約52%、組織に所属せず自由にスポーツを実践している生徒が約68%であった（複数回答可能な調査で重複あり）。

### ドイツ
ドイツでは運動系の部活動に相当するものはないが、授業外スポーツ活動は盛んに行われている。ヘッセン州では授業外スポーツ活動として全日制プログラムや協議会の開催などが実施されている。